# Wydundra morton
Wydundra morton är en spindelart som beskrevs av Norman I. Platnick och Baehr 2006. Wydundra morton ingår i släktet Wydundra och familjen Prodidomidae.
Artens utbredningsområde är New South Wales. Inga underarter finns listade i Catalogue of Life.